# Apeshit
Singles de Beyoncé et Jay-Z
Top Off
(2016)
Apeshit est une chanson des artistes américains Beyoncé et Jay-Z, premier single extrait de leur album studio commun Everything Is Love, tous deux sortis en 2018.
La chanson est jouée pour la première fois le 16 juin 2018 lors de leur second concert au stade olympique de Londres pour la tournée OTR II Tour, où le duo annonce la mise en ligne de leur album sur la plate-forme  de téléchargement Tidal.

## Clip
Le clip de la chanson est tourné en mai 2018 dans le musée du Louvre sous la direction de Ricky Saiz, à une période où le couple répète en région parisienne en prévision de sa tournée On the Run II. Il inclut des références au mouvement Black Lives Matter, avec ces plans où se dessinent des silhouettes agenouillées en signe de protestation en référence au geste entrepris par Colin Kaepernick, Jay Z ayant refusé de se produire au Super Bowl.
De nombreux tableaux et sculptures y apparaissent : 
- La Joconde (entre 1503 et 1516) de Léonard de Vinci
- Apollon terrassant le serpent Python (1850-1851) d'Eugène Delacroix
- Le Serment des Horaces (1785) de Jacques-Louis David
- Le Sacre de Napoléon (1806-1807) de Jacques-Louis David
- Le Grand sphinx de Tanis, sculpture égyptienne
- Les Sabines (1796-1799) de Jacques-Louis David
- Portrait de madame Récamier (1800) de Jacques-Louis David
- Les ombres de Francesca da Rimini et de Paolo Malatesta apparaissent à Dante et à Virgile (version de 1855) d'Ary Scheffer
- Pietà (1537-1540) de Rosso Fiorentino
- Le Radeau de La Méduse (1818-1819) de Théodore Géricault
- Vénus de Milo, sculpture grecque antique
- Officier de chasseurs à cheval de la garde impériale chargeant (1812) de Théodore Géricault
- Hermès à la sandale du sculpteur grec Lysippe
- Les Noces de Cana (1562-1563) de Paul Véronèse
- Victoire de Samothrace, sculpture grecque antique
- Portrait d'une femme noire (1800) de Marie-Guillemine Benoist[5].

Le couple pose enlacé en miroir à la toile d'Ary Scheffer, Les ombres de Francesca da Rimini et de Paolo Malatesta apparaissent à Dante et à Virgile. Parmi les chorégraphies dansées figure un set de waacking exécuté par la Française Josépha Madoki. La conception des chorégraphies est due au Belge Sidi Larbi Cherkaoui.
Le clip connaît un succès rapide avec 43 millions de visionnages sur YouTube en dix jours. Durant l'été 2018, le Musée conçoit alors un parcours de visite reprenant les œuvres présentées dans le clip. Selon Anne-Laure Béatrix, directrice des relations extérieure du Louvre, « la qualité du travail qu’ils [Beyoncé et Jay-Z] ont produit fait que le musée n’est pas simplement un décor, mais s’intègre dans le contenu même du clip ». 
L'attention portée aux personnages noirs des tableaux, avec par exemple un gros plan sur le serviteur noir du grand tableau Les Noces de Cana, suggère que le couple a souhaité faire passer à nouveau un message fort en faveur de la reconnaissance des Afro-Américains. Selon Rokhaya Diallo, « Le Louvre est le temple de la culture européenne, le fait de l’investir de silhouettes noires est une manière de créer un lien entre une esthétique ancienne et une autre plus contemporaine ». Pour l'enseignant Nail Ver-Ndoye, « Les Noirs sont représentés dans la peinture européenne depuis la Renaissance, néanmoins, ce n’est pas ce qui est très abordé et très étudié » et il analyse la séquence marquante où les danseuses évoluent en ligne sous Le sacre de Napoléon comme « une façon de dire “Nous sommes aussi les témoins de l’histoire” ». Pour le critique de vidéo Antoine Gaudin, le clip dépasse la simple mise en scène des artistes ou l'illustration d'un « triomphe matérialiste » : « L’enjeu de cette démesure est surtout d’ordre culturel et racial. Ce qui frappe d’emblée, c’est la manifestation d’une présence : Beyoncé et Jay-Z ne visitent pas le Louvre, ils s’y installent, rejouent les icônes, se “patrimonialisent” eux-mêmes ».

## Crédits
- Pharrell Williams : production
- Beyoncé : interprète, coproduction
- Jay-Z : interprète, coproduction
- Stuart White  : production additionnelle, mixage, enregistrement
- Offset : auteur, voix additionnelles
- Quavo : auteur, voix additionnelles
- Gimel "Young Guru" Keaton : enregistrement
- Mike Larson : enregistrement
- DJ Durel : enregistrement
- Dan Ewins : ingénieur du son assistant
- Adrien Crapanzano : ingénieur du son assistant
- Colin Leonard : mastering

## Classements
| Classements (2018)                      | Meilleure position |
| --------------------------------------- | ------------------ |
| Belgique (Flandre Ultratop 50 Singles)  | 37                 |
| Belgique (Wallonie Ultratop 50 Singles) | 28                 |
| France (SNEP)                           | 97                 |
| Irlande (IRMA)                          | 90                 |
| Pays-Bas (Single Top 100)               | 81                 |
| Écosse (OCC)                            | 44                 |
| Royaume-Uni (UK Singles Chart)          | 43                 |